# Prêmio Martín Fierro
Martín Fierro é uma premiação anual de televisão e rádio na Argentina promovida pela Associação de Jornalistas de Televisão e Rádio da Argentina (APTRA). A cada ano a cerimônia é apresentada por apresentadores de televisão das emissoras de televisão argentina, as quais revezam a transmissão (Canal 13, Canal 9 Canal 7, América TV e Telefe). Também são premiados os melhores da televisão por assinatura e os melhores do interior do país. Da mesma forma, desde 2018, são concedidos os Prêmios Martín Fierro Digital, que premia os criadores de conteúdo em plataformas digitais.

A cerimônia costuma ser acompanhada de um jantar, e reúne celebridades e astros do show business argentino. A maior parte das transmissões são ao vivo, alcançando altos índices de audiência e também polêmicas que repercutem antes, durante e depois do evento. Desde sua primeira edição em 1959, os Prêmios Martín Fierro são considerados os prêmios mais relevantes e reconhecidos da televisão e do rádio argentinos no país. 